# Rzeźba „Rodzina” w Zielonej Górze
Rzeźba "Rodzina" w Zielonej Górze – pomnik znajdujący się na os. Łużyckim w Zielonej Górze, autorstwa rzeźbiarzy Tadeusza Dobosza i Marka Przecławskiego. Odsłonięty został w 1981.

## Historia
Rzeźba jest pokłosiem dużego ożywienia kulturalnego w Zielonej Górze w latach 70. XX wieku. Pomnik powstał w 1975 r. z okazji 30-lecia wyzwolenia miasta w ramach działań pod hasłem Moje miasto. Propozycje i inspiracje. Ustawiony został w 1981 na Osiedlu Łużyckim.

## Opis
Przedstawia stojących naprzeciwko siebie matkę i ojca, którzy trzymają dziecko. Ich figury górują nad opadającą okolicą i położonym w dole miejscem handlowym zwanym „Mrowiskiem”. Wykonany został z kamionki gozdnickiej.